# Eisschnelllauf-Einzelstreckenweltmeisterschaften 2023

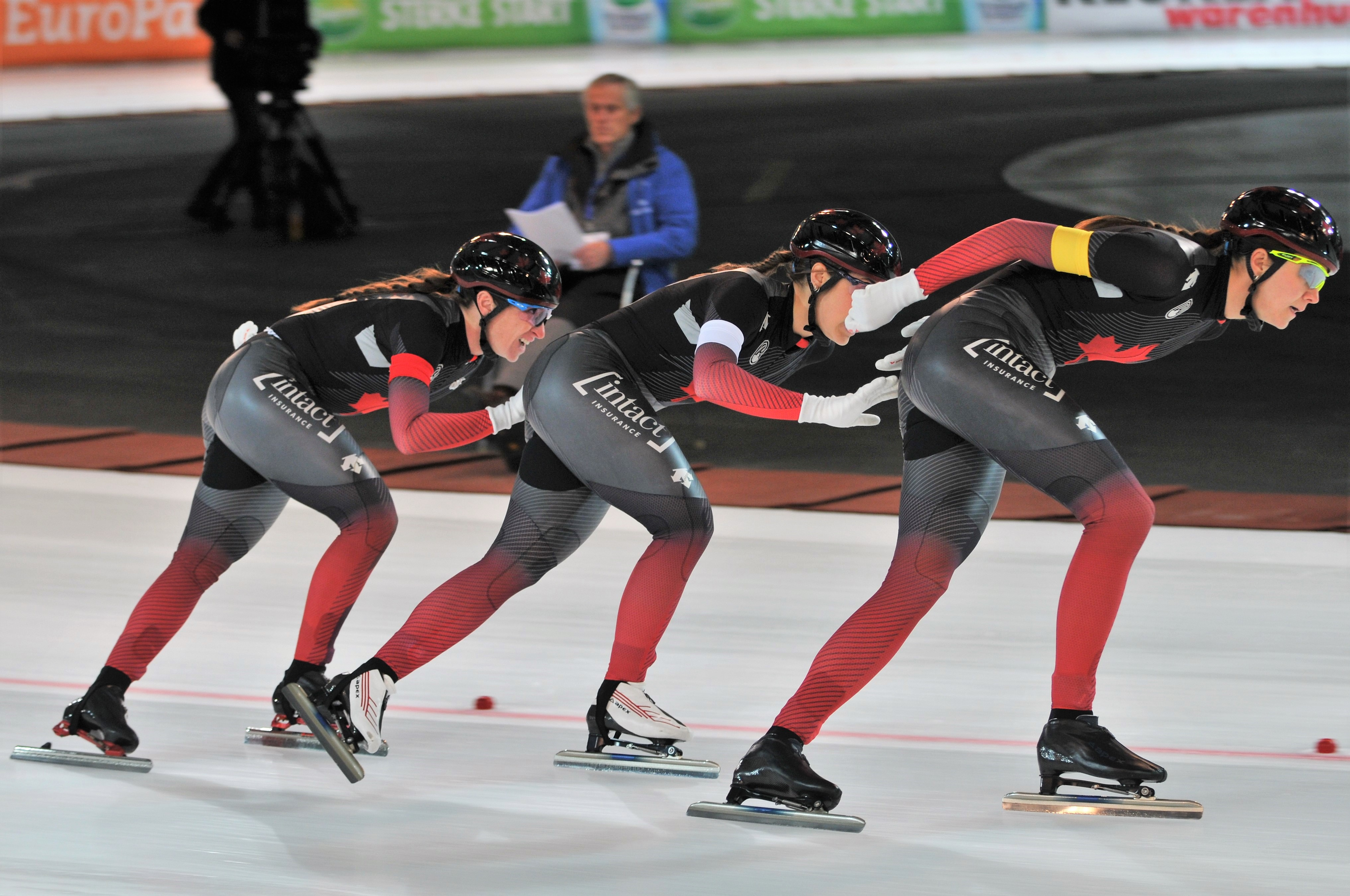
Das kanadische Trio Ivanie Blondin, Valérie Maltais und Isabelle Weidemann (hier bei einem Weltcup im November 2022) gewann Gold in der Teamverfolgung.

Die 22. Eisschnelllauf-Einzelstreckenweltmeisterschaften wurden vom 2. bis zum 5. März 2023 in der Thialf-Arena im niederländischen Heerenveen ausgetragen. Die Weltmeisterschaften fanden zum Abschluss der Saison 2022/23 statt, zwei Wochen nach dem Weltcupfinale.
Im Rahmen der Weltmeisterschaften wurden insgesamt 16 Weltmeistertitel vergeben, 12 davon in Einzelrennen und 4 in Mannschaftswettkämpfen. In sieben Rennen siegten Athleten aus den Niederlanden, die damit den Medaillenspiegel anführten. Mit drei Titeln erfolgreichster Teilnehmer war der 18-jährige US-Amerikaner Jordan Stolz, der über 500 Meter, 1000 Meter und 1500 Meter jeweils die Goldmedaille gewann und als erster Athlet seit Eric Heiden im gleichen Jahr Weltmeister bei den Junioren und den Erwachsenen wurde. Neben Stolz beendeten auch Irene Schouten und Ragne Wiklund die Weltmeisterschaften mit drei Einzelmedaillen. Bart Swings errang im Massenstart als erster Belgier einen Eisschnelllauf-Weltmeistertitel, Davide Ghiotto gewann als erster Italiener Gold bei einer Einzelstrecken-WM.

## Bilanz

### Medaillenspiegel
| Platz  | Land                   | Gold | Silber | Bronze | Gesamt |
| ------ | ---------------------- | ---- | ------ | ------ | ------ |
| 1      | Niederlande            | 7    | 7      | 3      | 17     |
| 2      | Kanada                 | 3    | 3      | 1      | 7      |
| 3      | Vereinigte Staaten     | 3    | 1      | 1      | 5      |
| 4      | Norwegen               | 1    | 2      | 2      | 5      |
| 5      | Italien                | 1    | 1      | 1      | 3      |
| 6      | Belgien                | 1    | –      | 1      | 2      |
| 7      | Japan                  | –    | 1      | 3      | 4      |
| 8      | Österreich             | –    | 1      | –      | 1      |
| 9      | Tschechien             | –    | –      | 2      | 2      |
| 10     | Vereinigtes Königreich | –    | –      | 1      | 1      |
| 10     | Volksrepublik China    | –    | –      | 1      | 1      |
| Gesamt | Gesamt                 | 16   | 16     | 16     | 48     |

### Medaillengewinner

#### Frauen
| Distanz        | Gold                                                    | Silber                                                    | Bronze                                                        |
| -------------- | ------------------------------------------------------- | --------------------------------------------------------- | ------------------------------------------------------------- |
| 500 Meter      | Femke Kok                                               | Vanessa Herzog                                            | Jutta Leerdam                                                 |
| 1000 Meter     | Jutta Leerdam                                           | Antoinette Rijpma-de Jong                                 | Miho Takagi                                                   |
| 1500 Meter     | Antoinette Rijpma-de Jong                               | Ragne Wiklund                                             | Miho Takagi                                                   |
| 3000 Meter     | Ragne Wiklund                                           | Irene Schouten                                            | Martina Sáblíková                                             |
| 5000 Meter     | Irene Schouten                                          | Ragne Wiklund                                             | Martina Sáblíková                                             |
| Massenstart    | Marijke Groenewoud                                      | Ivanie Blondin                                            | Irene Schouten                                                |
| Teamsprint     | KanadaBrooklyn McDougall Carolina Hiller Ivanie Blondin | Vereinigte StaatenMcKenzie Browne Erin Jackson Kimi Goetz | Volksrepublik ChinaZhang Lina Jin Jingzhu Li Qishi            |
| Teamverfolgung | KanadaIvanie Blondin Valérie Maltais Isabelle Weidemann | JapanSumire Kikuchi Ayano Satō Momoka Horikawa            | Vereinigte StaatenBrittany Bowe Giorgia Birkeland Mia Kilburg |

#### Männer
| Distanz        | Gold                                                              | Silber                                                   | Bronze                                                                   |
| -------------- | ----------------------------------------------------------------- | -------------------------------------------------------- | ------------------------------------------------------------------------ |
| 500 Meter      | Jordan Stolz                                                      | Laurent Dubreuil                                         | Wataru Morishige                                                         |
| 1000 Meter     | Jordan Stolz                                                      | Thomas Krol                                              | Cornelius Kersten                                                        |
| 1500 Meter     | Jordan Stolz                                                      | Kjeld Nuis                                               | Thomas Krol                                                              |
| 5000 Meter     | Patrick Roest                                                     | Davide Ghiotto                                           | Bart Swings                                                              |
| 10.000 Meter   | Davide Ghiotto                                                    | Jorrit Bergsma                                           | Ted-Jan Bloemen                                                          |
| Massenstart    | Bart Swings                                                       | Bart Hoolwerf                                            | Andrea Giovannini                                                        |
| Teamsprint     | KanadaChristopher Fiola Laurent Dubreuil Antoine Gélinas-Beaulieu | NiederlandeMerijn Scheperkamp Hein Otterspeer Wesly Dijs | NorwegenBjørn Magnussen Henrik Fagerli Rukke Håvard Holmefjord Lorentzen |
| Teamverfolgung | NiederlandePatrick Roest Beau Snellink Marcel Bosker              | KanadaConnor Howe Antoine Gélinas-Beaulieu Hayden Mayeur | NorwegenPeder Kongshaug Allan Dahl Johansson Sverre Lunde Pedersen       |

## Ergebnisse

### Frauen

#### 500 Meter
| Platz | Name              | Land               | Zeit    |
| ----- | ----------------- | ------------------ | ------- |
| 1     | Femke Kok         | Niederlande        | 37,28 s |
| 2     | Vanessa Herzog    | Österreich         | 37,33 s |
| 3     | Jutta Leerdam     | Niederlande        | 37,54 s |
| 4     | Kim Min-sun       | Südkorea           | 37,56 s |
| 5     | Erin Jackson      | Vereinigte Staaten | 37,62 s |
| 6     | Miho Takagi       | Japan              | 37,68 s |
| 7     | Michelle de Jong  | Niederlande        | 37,86 s |
| 8     | Kimi Goetz        | Vereinigte Staaten | 37,89 s |
| 9     | Jekaterina Aidowa | Kasachstan         | 38,08 s |
| 10    | Kurumi Inagawa    | Japan              | 38,09 s |

Datum: 3. März 2023
Im Weltcup 2022/23 hatte Femke Kok kein Podestergebnis erzielt und startete deswegen früh im siebten von zwölf Paaren. Ihre Zeit von 37,28 Sekunden wurde von keiner der folgenden Kontrahentinnen unterboten, womit Kok als erste Niederländerin den Weltmeistertitel auf der 500-Meter-Distanz gewann. Am nächsten kam ihr die Österreicherin Vanessa Herzog, die fünf Hundertstelsekunden Rückstand hatte. Koks Teamkollegin Jutta Leerdam holte mit 0,26 Sekunden Rückstand die Bronzemedaille. Die favorisierte Südkoreanerin Kim Min-sun, die fünf von sechs Weltcuprennen gewonnen hatte, beendete den Wettkampf auf Platz vier.

#### 1000 Meter
| Platz | Name                      | Land                   | Zeit        |
| ----- | ------------------------- | ---------------------- | ----------- |
| 1     | Jutta Leerdam             | Niederlande            | 1:13,03 min |
| 2     | Antoinette Rijpma-de Jong | Niederlande            | 1:14,26 min |
| 3     | Miho Takagi               | Japan                  | 1:14,37 min |
| 4     | Kimi Goetz                | Vereinigte Staaten     | 1:14,48 min |
| 5     | Brittany Bowe             | Vereinigte Staaten     | 1:14,68 min |
| 6     | Vanessa Herzog            | Österreich             | 1:15,12 min |
| 7     | Jekaterina Aidowa         | Kasachstan             | 1:15,26 min |
| 8     | Ellia Smeding             | Vereinigtes Königreich | 1:15,28 min |
| 9     | Erin Jackson              | Vereinigte Staaten     | 1:15,63 min |
| 10    | Michelle de Jong          | Niederlande            | 1:15,67 min |

Datum: 4. März 2023
Die Goldmedaille ging an die Titelfavoritin Jutta Leerdam aus den Niederlanden, die im Saisonverlauf alle 1000-Meter-Rennen gewonnen hatte, zu denen sie angetreten war. Leerdam lief in der letzten Paarung mit Kimi Goetz eine Zeit von 1:13,03 Minuten. Der Vorsprung auf ihre zweitplatzierte Landsfrau Antoinette Rijpma-de Jong betrug deutliche 1,23 Sekunden. Miho Takagi, die 2022 auf der Strecke den Olympiasieg gefeiert hatte, gewann die Bronzemedaille und zeigte sich damit zufrieden, weil sie sich weder technisch noch körperlich auf dem Leistungsniveau des Vorjahres fühlte.

#### 1500 Meter
| Platz | Name                      | Land                | Zeit        |
| ----- | ------------------------- | ------------------- | ----------- |
| 1     | Antoinette Rijpma-de Jong | Niederlande         | 1:53,54 min |
| 2     | Ragne Wiklund             | Norwegen            | 1:54,30 min |
| 3     | Miho Takagi               | Japan               | 1:54,39 min |
| 4     | Ivanie Blondin            | Kanada              | 1:54,71 min |
| 5     | Marijke Groenewoud        | Niederlande         | 1:55,10 min |
| 6     | Kimi Goetz                | Vereinigte Staaten  | 1:55,26 min |
| 7     | Jutta Leerdam             | Niederlande         | 1:55,32 min |
| 8     | Han Mei                   | Volksrepublik China | 1:55,61 min |
| 9     | Brittany Bowe             | Vereinigte Staaten  | 1:55,67 min |
| 10    | Ayano Satō                | Japan               | 1:55,76 min |

Datum: 5. März 2023
Die 1000-Meter-Weltmeisterin Jutta Leerdam lief im sechsten von zwölf Paaren bis zur letzten Runde Bestzeiten, die von keiner Athletin übertroffen wurden. Auf den letzten 400 Metern brach sie aber ein und beendete den Wettkampf auf dem siebten Rang. Ihre Zeit wurde zunächst von Kimi Goetz unterboten, dann von Ragne Wiklund im zehnten Paar (wo sie alleine antrat, weil sich ihre Partnerin Li Qishi vom Wettkampf zurückzog), die als erste Athletin unter der Marke von 1:55 Minuten blieb. Am schnellsten lief letztlich Antoinette Rijpma-de Jong, die das Rennen in 1:53,54 Minuten beendete und damit vor Wiklund und Miho Takagi die Goldmedaille gewann.

#### 3000 Meter
| Platz | Name                      | Land        | Zeit        |
| ----- | ------------------------- | ----------- | ----------- |
| 1     | Ragne Wiklund             | Norwegen    | 3:56,86 min |
| 2     | Irene Schouten            | Niederlande | 3:57,40 min |
| 3     | Martina Sáblíková         | Tschechien  | 3:58,35 min |
| 4     | Joy Beune                 | Niederlande | 3:59,18 min |
| 5     | Valérie Maltais           | Kanada      | 3:59,88 min |
| 6     | Isabelle Weidemann        | Kanada      | 4:01,32 min |
| 7     | Antoinette Rijpma-de Jong | Niederlande | 4:02,11 min |
| 8     | Momoka Horikawa           | Japan       | 4:02,34 min |
| 9     | Ivanie Blondin            | Kanada      | 4:05,44 min |
| 10    | Ayano Satō                | Japan       | 4:06,23 min |

Datum: 2. März 2023
Im fünften von insgesamt zehn Paaren lief Irene Schouten, die amtierenden Olympiasiegerin auf dieser Strecke, als erste Läuferin eine Zeit unter vier Minuten. Schoutens Marke von 3:57,40 Minuten wurde im achten Paar von Ragne Wiklund um 0,54 Sekunden unterboten. Keine andere Athletin war schneller, sodass Wiklund vor Schouten die Goldmedaille gewann. Bronze ging an die erfahrene Martina Sáblíková, die in den Jahren zuvor schon 22 Medaillen bei Einzelstrecken-Weltmeisterschaften gewonnen hatte, allerdings ausschließlich Gold und Silber.

#### 5000 Meter
| Platz | Name                  | Land        | Zeit        |
| ----- | --------------------- | ----------- | ----------- |
| 1     | Irene Schouten        | Niederlande | 6:41,25 min |
| 2     | Ragne Wiklund         | Norwegen    | 6:46,15 min |
| 3     | Martina Sáblíková     | Tschechien  | 6:47,78 min |
| 4     | Isabelle Weidemann    | Kanada      | 6:49,94 min |
| 5     | Sanne in ’t Hof       | Niederlande | 6:54,77 min |
| 6     | Momoka Horikawa       | Japan       | 6:58,78 min |
| 7     | Sofie Karoline Haugen | Norwegen    | 7:06,52 min |
| 8     | Valérie Maltais       | Kanada      | 7:07,25 min |
| 9     | Magdalena Czyszczon   | Polen       | 7:15,67 min |
| 10    | Claudia Pechstein     | Deutschland | 7:15,76 min |

Datum: 5. März 2023
Das 5000-Meter-Rennen wurde am gleichen Tag gelaufen wie der 1500-Meter-Wettkampf, wo Ragne Wiklund wenige Stunden zuvor bereits eine Silbermedaille gewonnen hatte. Sie wiederholte diesen Erfolg auf der längeren Distanz, auf der sie nur von der Olympiasiegerin Irene Schouten geschlagen wurde. Sowohl Schouten als auch Wiklund beendeten die Weltmeisterschaften mit insgesamt drei Medaillen. Bronze gewann wie auf der 3000-Meter-Strecke Martina Sáblíková.

#### Massenstart
| Platz | Name                | Land                | Punkte | Zeit        |
| ----- | ------------------- | ------------------- | ------ | ----------- |
| 1     | Marijke Groenewoud  | Niederlande         | 66     | 8:19,36 min |
| 2     | Ivanie Blondin      | Kanada              | 40     | 8:34,19 min |
| 3     | Irene Schouten      | Niederlande         | 22     | 8:34,37 min |
| 4     | Mia Kilburg         | Vereinigte Staaten  | 10     | 8:34,67 min |
| 5     | Laura Peveri        | Italien             | 6      | 8:34,78 min |
| 6     | Sandrine Tas        | Belgien             | 4      | 8:45,38 min |
| 7     | Yang Binyu          | Volksrepublik China | 3      | 8:34,91 min |
| 8     | Valérie Maltais     | Kanada              | 3      | 8:36,07 min |
| 9     | Ramona Härdi        | Schweiz             | 2      | 8:40,93 min |
| 10    | Magdalena Czyszczon | Polen               | 1      | 8:37,35 min |

Datum: 4. März 2023
Marijke Groenewoud verteidigte ihren 2021 gewonnenen Weltmeistertitel im Massenstart überlegen. Früh im Rennen griff sie an, setzte sich vom restlichen Teilnehmerfeld ab und behielt ihren Vorsprung über zehn Runden bis ins Ziel. Im Sprint um die Silbermedaille setzte sich Ivanie Blondin vor Irene Schouten durch.

#### Teamsprint
| Platz | Name                                                 | Land                | Zeit        |
| ----- | ---------------------------------------------------- | ------------------- | ----------- |
| 1     | Brooklyn McDougall Carolina Hiller Ivanie Blondin    | Kanada              | 1:26,29 min |
| 2     | McKenzie Browne Erin Jackson Kimi Goetz              | Vereinigte Staaten  | 1:26,58 min |
| 3     | Zhang Lina Jin Jingzhu Li Qishi                      | Volksrepublik China | 1:27,86 min |
| 4     | Nadeschda Morosowa Alina Dauranowa Jekaterina Aidowa | Kasachstan          | 1:28,32 min |
| 5     | Michelle de Jong Marrit Fledderus Isabel Grevelt     | Niederlande         | 1:29,01 min |
| 6     | Martyna Baran Iga Wojtasik Karolina Bosiek           | Polen               | 1:29,18 min |
| 7     | Katja Franzen Anna Ostlender Lea Sophie Scholz       | Deutschland         | 1:31,56 min |

Datum: 2. März 2023
Das kanadische Trio um Brooklyn McDougall, Carolina Hiller und Ivanie Blondin siegte mit 0,29 Sekunden Vorsprung auf das US-Team. Die Kanadierinnen gehörten zwar unterschiedlichen Trainingsgruppen an, waren aber im Weltcup zuvor schon mehrmals gemeinsam angetreten und hatten regelmäßig zweite Plätze belegt.

#### Teamverfolgung
| Platz | Name                                               | Land                | Zeit        |
| ----- | -------------------------------------------------- | ------------------- | ----------- |
| 1     | Valérie Maltais Ivanie Blondin Isabelle Weidemann  | Kanada              | 2:54,58 min |
| 2     | Momoka Horikawa Ayano Satō Sumire Kikuchi          | Japan               | 2:57,30 min |
| 3     | Mia Kilburg Giorgia Birkeland Brittany Bowe        | Vereinigte Staaten  | 3:00,39 min |
| 4     | Han Mei Li Qishi Chen Aoyu                         | Volksrepublik China | 3:00,99 min |
| 5     | Aurora Løvås Ragne Wiklund Sofie Karoline Haugen   | Norwegen            | 3:01,13 min |
| 6     | Karolina Bosiek Magdalena Czyszczon Olga Kaczmarek | Polen               | 3:03,84 min |
| 7     | Lea Sophie Scholz Michelle Uhrig Josie Hofmann     | Deutschland         | 3:08,88 min |

Datum: 3. März 2023
Die beste Zeit in der Teamverfolgung liefen die Niederländerinnen Joy Beune, Marijke Groenewoud und Irene Schouten, die einen Streckenrekord von 2:52,65 Minuten aufstellten und damit knapp zwei Sekunden schneller als die Olympiasiegerinnen von 2022 aus Kanada – Valérie Maltais, Ivanie Blondin und Isabelle Weidemann – waren. Fünf Minuten nach ihrem Rennen wurde das niederländische Trio disqualifiziert, weil Beunes Knöchel während des Wettkampfes nicht durchgängig vollständig bedeckt waren, was wegen der Verletzungsgefahr vorgeschrieben ist. Beune erklärte, dass ihre Socken während des Rennens verrutscht waren. Maltais, Blondin und Weidemann rückten als Weltmeisterinnen nach und gewannen die Goldmedaille vor den Teams aus Japan und den Vereinigten Staaten.

### Männer

#### 500 Meter
| Platz | Name                        | Land               | Zeit     |
| ----- | --------------------------- | ------------------ | -------- |
| 1     | Jordan Stolz                | Vereinigte Staaten | 34,100 s |
| 2     | Laurent Dubreuil            | Kanada             | 34,460 s |
| 3     | Wataru Morishige            | Japan              | 34,480 s |
| 4     | Yuma Murakami               | Japan              | 34,510 s |
| 5     | Merijn Scheperkamp          | Niederlande        | 34,570 s |
| 6     | Hein Otterspeer             | Niederlande        | 34,790 s |
| 7     | Dai Dai Ntab                | Niederlande        | 34,877 s |
| 8     | Damian Żurek                | Polen              | 34,878 s |
| 9     | Tatsuya Shinhama            | Japan              | 34,930 s |
| 10    | Håvard Holmefjord Lorentzen | Norwegen           | 34,970 s |

Datum: 3. März 2023
Der favorisierte Titelverteidiger Laurent Dubreuil verbesserte im vorletzten Paar die bis dahin bestehende Bestmarke von Merijn Scheperkamp um eine Zehntelsekunde auf 34,46 Sekunden (und schlug seinen direkten Kontrahenten Wataru Morishige um zwei Hundertstelsekunden). Danach trat der 18-jährige US-amerikanische Juniorenweltmeister Jordan Stolz gegen Yuma Murakami an. Stolz lief eine Zeit von 34,10 Sekunden, womit er den Bahnrekord im Thialf-Stadion um lediglich drei Hundertstelsekunden verpasste. Er wurde mit seinem Sieg zum bis dahin jüngsten Einzelstrecken-Weltmeister und zum ersten Eisschnellläufer seit Eric Heiden, der im gleichen Jahr einen Weltmeistertitel bei den Junioren und bei den Erwachsenen gewann. Dubreuil äußerte große Anerkennung für Stolz: „Er ist unglaublich. Es ist, als würde man versuchen, Michael Jordan zu schlagen oder so etwas.“

#### 1000 Meter
| Platz | Name                        | Land                   | Zeit         |
| ----- | --------------------------- | ---------------------- | ------------ |
| 1     | Jordan Stolz                | Vereinigte Staaten     | 1:07,110 min |
| 2     | Thomas Krol                 | Niederlande            | 1:07,780 min |
| 3     | Cornelius Kersten           | Vereinigtes Königreich | 1:08,020 min |
| 4     | Kjeld Nuis                  | Niederlande            | 1:08,100 min |
| 5     | Håvard Holmefjord Lorentzen | Norwegen               | 1:08,260 min |
| 6     | Hein Otterspeer             | Niederlande            | 1:08,310 min |
| 7     | Antoine Gélinas-Beaulieu    | Kanada                 | 1:08,730 min |
| 8     | Mathias Vosté               | Belgien                | 1:08,750 min |
| 9     | Marten Liiv                 | Estland                | 1:08,821 min |
| 10    | Cooper McLeod               | Vereinigte Staaten     | 1:08,823 min |

Datum: 4. März 2023
Nach seinem Erfolg über die 500 Meter am Vortag entschied Jordan Stolz auch das Rennen über die 1000 Meter für sich. In der zwölften und letzten Paarung des Wettkampfs schlug er den 1000-Meter-Gesamtweltcupsieger Hein Otterspeer um mehr als eine Sekunde und blieb mit einer Zeit von 1:07,11 Minuten nur 0,02 Sekunden über dem Streckenrekord von Pawel Kulischnikow aus dem Jahr 2020. Die Silbermedaille gewann der Olympiasieger von 2022 Thomas Krol. Bronze ging an den Briten Cornelius Kersten, der damit als erster Athlet seines Landes seit Johnny Cronshey bei der Mehrkampf-WM 1951 eine Medaille im Eisschnelllauf gewann.

#### 1500 Meter
| Platz | Name                     | Land                | Zeit        |
| ----- | ------------------------ | ------------------- | ----------- |
| 1     | Jordan Stolz             | Vereinigte Staaten  | 1:43,59 min |
| 2     | Kjeld Nuis               | Niederlande         | 1:43,82 min |
| 3     | Thomas Krol              | Niederlande         | 1:44,30 min |
| 4     | Wesly Dijs               | Niederlande         | 1:44,59 min |
| 5     | Sander Eitrem            | Norwegen            | 1:44,64 min |
| 6     | Bart Swings              | Belgien             | 1:44,93 min |
| 7     | Antoine Gélinas-Beaulieu | Kanada              | 1:45,24 min |
| 8     | Allan Dahl Johansson     | Norwegen            | 1:45,40 min |
| 9     | Ning Zhongyan            | Volksrepublik China | 1:45,50 min |
| 10    | Connor Howe              | Kanada              | 1:45,52 min |

Datum: 5. März 2023
Auch bei seinem dritten Start in Heerenveen triumphierte Jordan Stolz und wurde damit zum ersten Athleten, der bei einer Einzelstrecken-WM drei Goldmedaillen in Einzeldisziplinen holte. Stolz lief im vorletzten Paar, wo er bis zur Schlussrunde hinter der bis dahin gültigen Bestzeit von Thomas Krol zurückblieb. Die letzten 400 Meter absolvierte er in 27,77 Sekunden, sodass er insgesamt auf eine Zeit von 1:43,59 Minuten kam und 0,71 Sekunden Vorsprung auf Krol hatte. Im abschließenden Paar verpasste Kjeld Nuis Stolz’ Zeit um 0,23 Sekunden. Nuis und Krol hatten bei den vier Weltmeisterschaften zuvor jeweils zweimal den Titel gewonnen und damit die 1500-Meter-Strecke über Jahre geprägt. Nuis sagte nach dem Rennen, Stolz würde Krol und ihm eine „echte Aufgabe“ stellen (im Original: „But now there’s someone who gives us a real challenge.“).

#### 5000 Meter
| Platz | Name                  | Land        | Zeit        |
| ----- | --------------------- | ----------- | ----------- |
| 1     | Patrick Roest         | Niederlande | 6:08,94 min |
| 2     | Davide Ghiotto        | Italien     | 6:11,12 min |
| 3     | Bart Swings           | Belgien     | 6:13,06 min |
| 4     | Jorrit Bergsma        | Niederlande | 6:13,51 min |
| 5     | Marcel Bosker         | Niederlande | 6:15,35 min |
| 6     | Seitaro Ichinohe      | Japan       | 6:21,41 min |
| 7     | Sverre Lunde Pedersen | Norwegen    | 6:21,83 min |
| 8     | Hallgeir Engebråten   | Norwegen    | 6:22,44 min |
| 9     | Sigurd Henriksen      | Norwegen    | 6:24,64 min |
| 10    | Ryōsuke Tsuchiya      | Japan       | 6:25,40 min |

Datum: 2. März 2023
Im achten von zehn Paaren lief Davide Ghiotto außergewöhnlich schnelle Zeiten auf den ersten Runden, konnte aber seine Geschwindigkeit nicht über das gesamte Rennen halten und beendete den Wettkampf mit einer Zeit von 6:11,12 Minuten. In der folgenden Paarung traten Patrick Roest und Bart Swings an. Bis zur 3800-Meter-Marke lag Roest hinter Ghiottos Zeiten zurück, lief dann aber anders als Ghiotto weiter Rundenzeiten unter 30 Sekunden und war am Ende mehr als zwei Sekunden schneller als der Italiener. Swings gewann mit einer Zeit von 6:13,06 Minuten die Bronzemedaille. Roests Sieg bedeutete den 100. niederländischen Erfolg bei Einzelstrecken-Weltmeisterschaften und seinen ersten Titel auf einer Einzelstrecke, nachdem er zuvor bereits mehrere Goldmedaillen im Team und bei Mehrkämpfen gewonnen hatte.

#### 10.000 Meter
| Platz | Name              | Land        | Zeit         |
| ----- | ----------------- | ----------- | ------------ |
| 1     | Davide Ghiotto    | Italien     | 12:41,35 min |
| 2     | Jorrit Bergsma    | Niederlande | 12:55,64 min |
| 3     | Ted-Jan Bloemen   | Kanada      | 13:01,84 min |
| 4     | Patrick Roest     | Niederlande | 13:02,92 min |
| 5     | Graeme Fish       | Kanada      | 13:03,51 min |
| 6     | Ryōsuke Tsuchiya  | Japan       | 13:12,59 min |
| 7     | Sigurd Henriksen  | Norwegen    | 13:14,77 min |
| 8     | Andrea Giovannini | Italien     | 13:18,41 min |
| 9     | Takahiro Itō      | Japan       | 13:19,07 min |
| 10    | Fridtjof Petzold  | Deutschland | 13:21,39 min |

Datum: 5. März 2023
Davide Ghiotto unterbot in 12:41,35 Minuten den italienischen Rekord um fast vier Sekunden und gewann die erste Goldmedaille für sein Land bei Einzelstrecken-Weltmeisterschaften (Roberto Sighel war Mehrkampfweltmeister 1992 geworden). Die weiteren Medaillen holten Jorrit Bergsma und Ted-Jan Bloemen mit mehr als 14 beziehungsweise 20 Sekunden Rückstand auf Ghiotto. Der 5000-Meter-Weltmeister Patrick Roest lief nach Ghiotto und orientierte sich an dessen Zeiten, verlor aber am Ende deutlich Zeit und belegten den vierten Platz.

#### Massenstart
| Platz | Name               | Land               | Punkte | Zeit        |
| ----- | ------------------ | ------------------ | ------ | ----------- |
| 1     | Bart Swings        | Belgien            | 60     | 7:30,99 min |
| 2     | Bart Hoolwerf      | Niederlande        | 40     | 7:31,05 min |
| 3     | Andrea Giovannini  | Italien            | 23     | 7:31,09 min |
| 4     | Lee Seung-hoon     | Südkorea           | 10     | 7:31,36 min |
| 5     | Jorrit Bergsma     | Niederlande        | 7      | 8:17,45 min |
| 6     | Kristian Ulekleiv  | Norwegen           | 6      | 7:31,53 min |
| 7     | Daniele Di Stefano | Italien            | 6      | 7:31,56 min |
| 8     | Gabriel Odor       | Österreich         | 2      | 8:03,01 min |
| 9     | Livio Wenger       | Schweiz            | 0      | 7:31,77 min |
| 10    | Ethan Cepuran      | Vereinigte Staaten | 0      | 7:31,85 min |

Datum: 4. März 2023
Als erster Belgier gewann Bart Swings – 2022 schon Massenstart-Olympiasieger – einen Eisschnelllauf-Weltmeistertitel. Er setzte den entscheidenden Angriff 700 Meter vor dem Ziel und überquerte die Ziellinie mit wenigen Hundertstelsekunden Vorsprung auf Bart Hoolwerf und Andrea Giovannini.

#### Teamsprint
| Platz | Name                                                             | Land               | Zeit        |
| ----- | ---------------------------------------------------------------- | ------------------ | ----------- |
| 1     | Christopher Fiola Laurent Dubreuil Antoine Gélinas-Beaulieu      | Kanada             | 1:19,26 min |
| 2     | Merijn Scheperkamp Hein Otterspeer Wesly Dijs                    | Niederlande        | 1:19,67 min |
| 3     | Bjørn Magnussen Henrik Fagerli Rukke Håvard Holmefjord Lorentzen | Norwegen           | 1:19,80 min |
| 4     | Marek Kania Piotr Michalski Damian Żurek                         | Polen              | 1:20,21 min |
| 5     | Niklas Kurzmann Hendrik Dombek Moritz Klein                      | Deutschland        | 1:21,01 min |
| 6     | Cooper McLeod Austin Kleba Conor McDermott-Mostowy               | Vereinigte Staaten | 1:21,02 min |
| 7     | Alexander Klenko Artur Galijew Dmitri Morosow                    | Kasachstan         | 1:22,90 min |

Datum: 2. März 2023
Das kanadische Team um Christopher Fiola, Laurent Dubreuil und Antoine Gélinas-Beaulieu siegte in einer Zeit von 1:19,26 Minuten mit etwa vier Zehntelsekunden Vorsprung auf das niederländische Trio.

#### Teamverfolgung
| Platz | Name                                                       | Land               | Zeit        |
| ----- | ---------------------------------------------------------- | ------------------ | ----------- |
| 1     | Patrick Roest Beau Snellink Marcel Bosker                  | Niederlande        | 3:38,26 min |
| 2     | Connor Howe Antoine Gélinas-Beaulieu Hayden Mayeur         | Kanada             | 3:38,43 min |
| 3     | Peder Kongshaug Allan Dahl Johansson Sverre Lunde Pedersen | Norwegen           | 3:40,93 min |
| 4     | Francesco Betti Andrea Giovannini Davide Ghiotto           | Italien            | 3:42,69 min |
| 5     | Seitaro Ichinohe Riku Tsuchiya Kazuya Yamada               | Japan              | 3:43,67 min |
| 6     | Marcin Bachanek Artur Janicki Szymon Palka                 | Polen              | 3:51,35 min |
| 7     | Ethan Cepuran Emery Lehman Casey Dawson                    | Vereinigte Staaten | 3:58,10 min |

Datum: 3. März 2023
Die Niederländer um Marcel Bosker, Beau Snellink und den am Vortag gekürten 5000-Meter-Weltmeister Patrick Roest wurden ihrer Favoritenrolle gerecht und gewannen die 13. Goldmedaille in der Teamverfolgung (bei der 14. Austragung des Wettbewerbs). Bis zur Schlussrunde hatten sie bei den Zwischenzeiten Rückstand auf das kanadische Team, unterboten dessen Zeit aber letztlich um 0,17 Sekunden.